# Thrinoxethus paucartambo
Thrinoxethus paucartambo är en mångfotingart som först beskrevs av Kraus 1956.  Thrinoxethus paucartambo ingår i släktet Thrinoxethus och familjen Aphelidesmidae. Inga underarter finns listade i Catalogue of Life.